# لورونس
لورونس (به آلمانی: Lorüns) یک منطقهٔ مسکونی در اتریش است که در ناحیه بلودنتس واقع شده‌است. لورونس ۸٫۳۴ کیلومتر مربع مساحت دارد ۵۸۳ متر بالاتر از سطح دریا واقع شده‌است.